# David J. Acer
David J. Acer fue un dentista estadounidense radicado en Florida, del cual se creía había infectado a cinco de sus pacientes, incluida la joven Kimberly Bergalis (1968-1991), con el VIH (virus de inmunodeficiencia humana).
Acer era oriundo de Cleveland, Ohio y era homosexual. Se le diagnosticó seropositivo a finales de 1986 y se le comunicó el desarrollo de la enfermedad (sida) en septiembre de 1987. Tres meses antes había llevado a cabo una operación dental a Bergalis.
El doctor Acer dejó de ejercer, debido a su enfermedad, en julio de 1989. Algunos meses antes a Kimberly Bergalis le fue diagnosticado el VIH y él empezó a resultar sospechoso de haberle transmitido la enfermedad.
Bergalis declaró que ella era virgen y que nunca se había inyectado drogas ni había recibido ninguna transfusión de sangre.
Años más tarde aparecieron informaciones que relativizaban la verdad de las afirmaciones que en su momento dio la señora Bergalis.
En el libro The gravest show on Earth: America in the age of aids (‘el espectáculo más grave del mundo: Estados Unidos en la era del sida’), escrito por Elinor Burkett, demuestra que las primeras dudas acerca de la veracidad de la infección «virginal» de Bergalis habían surgido en una reunión de los CDC (Centro de Prevención de Enfermedades) en febrero de 1992: un examen ginecológico había determinado que Bergalis tenía lesiones vaginales, que se consideró el resultado de una enfermedad de transmisión sexual. Además la entrada vaginal de Bergalis estaba abierta y su himen era irregular a ambos lados; esas condiciones se consideraron coherentes con las relaciones sexuales vaginales. El examen halló lesiones en la vulva, y una biopsia estableció que tenía Bergalis VPH (virus del papiloma humano).
En junio de 1994, el programa televisivo 60 Minutes informó que Kimberly Bergalis había sido tratada de verrugas genitales, una enfermedad de transmisión sexual. Finalmente se la veía en una grabación de video admitiendo que durante su vida había tenido relaciones sexuales con dos hombres diferentes.
El doctor Acer había fallecido en septiembre de 1990.